# Neobaryssinus capixaba
Neobaryssinus capixaba là một loài bọ cánh cứng trong họ Cerambycidae.